# Sesto Pompeo (console 35 a.C.)
Sesto Pompeo  (latino : Sextus Pompeius) (fl. I secolo a.C.) è stato un politico romano.

## Biografia
Figlio di Sesto Pompeo, divenne console nel 35 a.C. con Lucio Cornificio, lo stesso anno in cui il suo omonimo, figlio del triumviro, fu giustiziato in Asia.